# Schilthorn (Schiff)
Das Motorschiff Schilthorn ist ein 2002 erbautes Passagierschiff auf dem Thunersee. Es ist das jüngste Schiff im Bestand der BLS Schifffahrt und wird von dieser neben dem Fahrplandienst auch als «Business-Schiff» bzw. «schwimmendes Mini-Kongresszentrum» mit 120–140 Bankettplätzen vermarktet. Es ist für den Winterdienst ausgelegt und das einzige Motorschiff, welches auch von Januar bis Ende März bei abgesenktem Seepegel des Thunersees verkehren kann.

## Geschichte
Die Schilthorn wurde im Juni 2002 durch eine Mürrener Schülerin getauft. Sie galt damals als «erstes Seminar- und Präsentationsschiff der Schweiz».

## Das Schiff
Das Schiff hat jeweils einen Salon auf Haupt- und Oberdeck sowie eine gläserne «VIP-Lounge» am Heck. Im Winter ist die Schilthorn mit einer auf 148 Innenplätze begrenzten Kapazität einsetzbar.

## Bilder

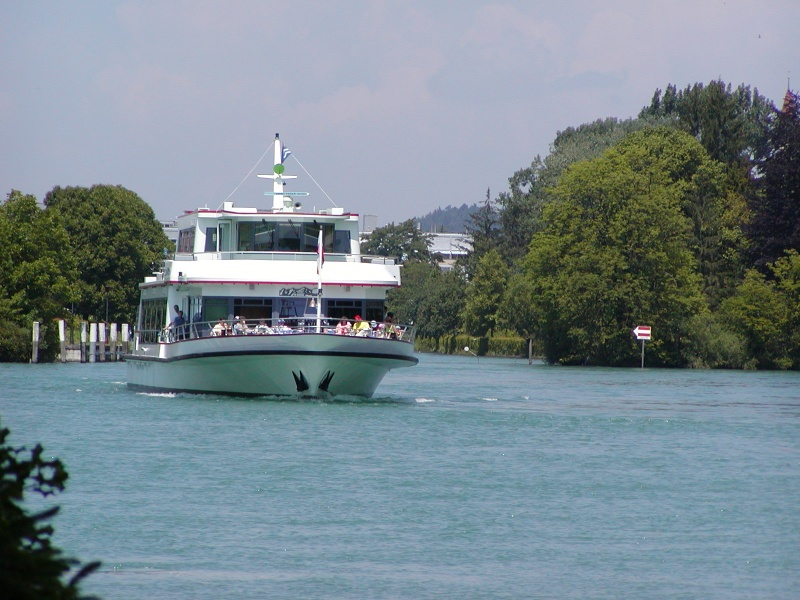
Bugansicht
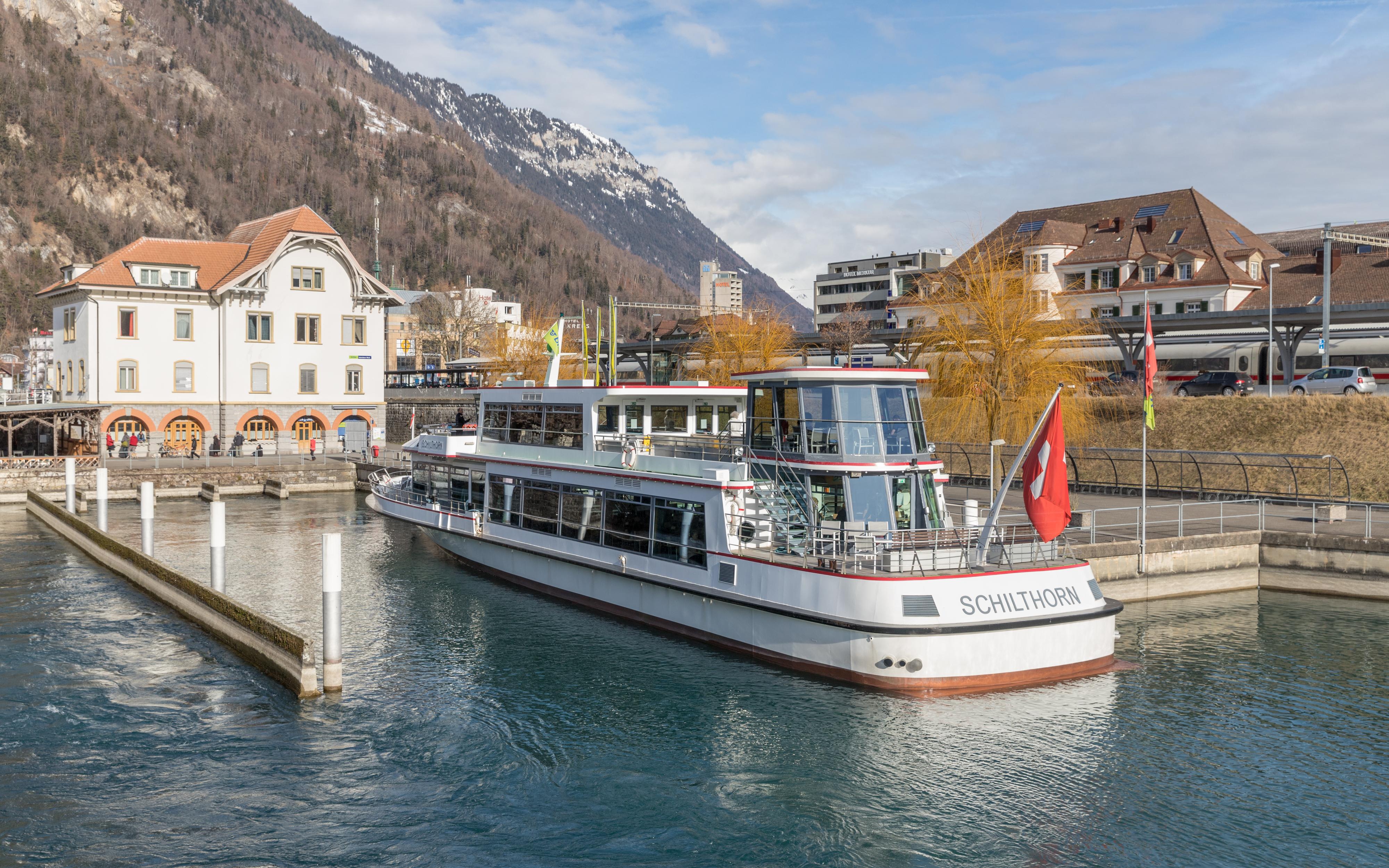
Schilthorn an der Schiffstation Interlaken West (Heckansicht)

## Belege
1. 1 2 3 4 5  jungfrauzeitung.ch: Daniela Anneler taufte Motorschiff Schilthorn. (Nachricht vom 1. Juli 2002)
2. ↑  thunertagblatt.ch: Schifffahrt auf dem Thunersee: Ab sofort fährt am Wochenende ein Schiff mehr. (Nachricht vom 5. Januar 2023)